# The Haunted Mansion (Attraktion)

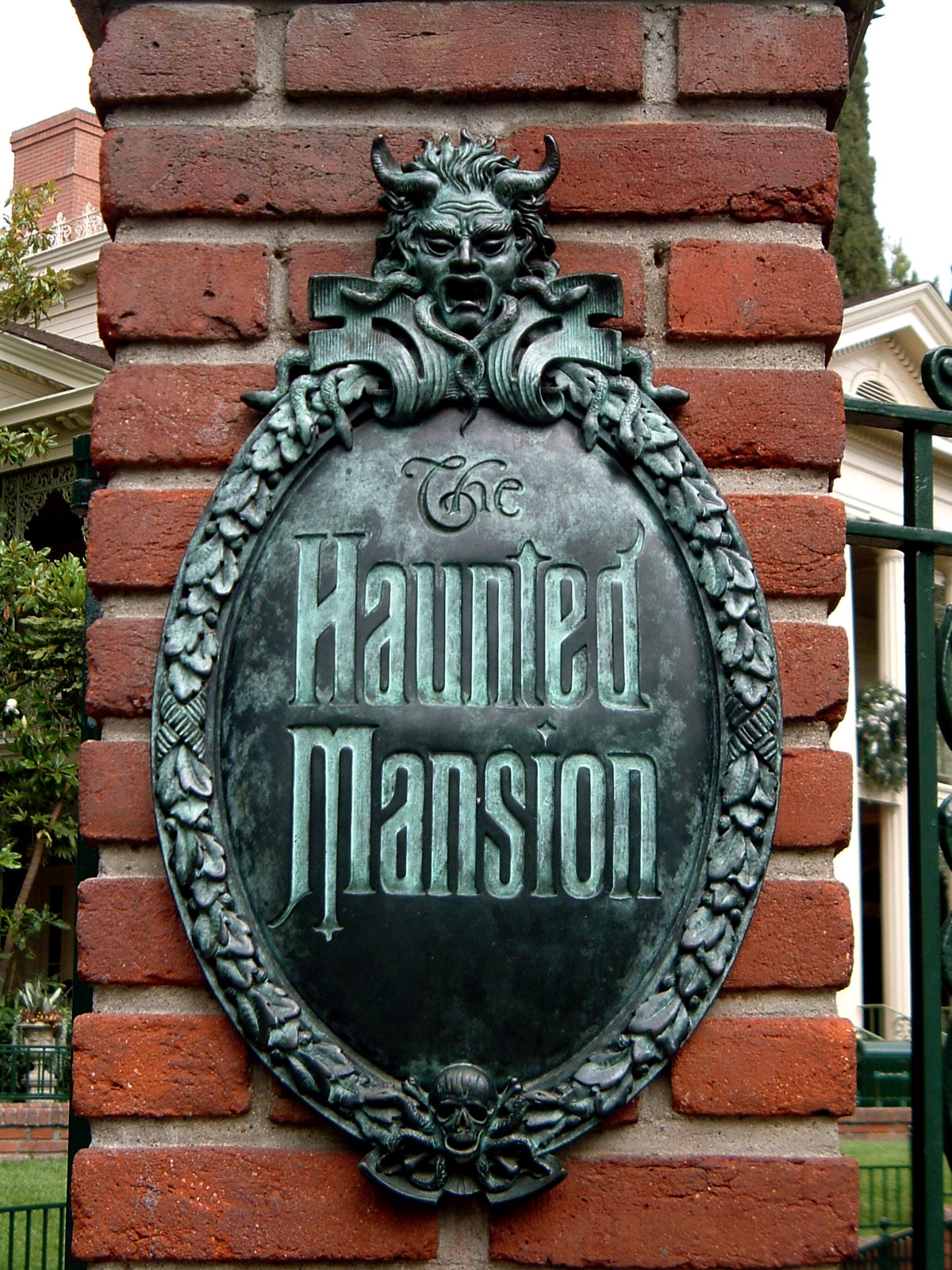
The Haunted Mansion, Eingangsschild in Disneyland

The Haunted Mansion [ðə ˈhɔːntəd ˈmænʃən] (Die Geistervilla) ist ein Dark Ride in verschiedenen Disney-Themenparks. Die Attraktion ähnelt im Aufbau einer Geisterbahn, mit dem Unterschied, dass die Fahrgäste hier nicht erschreckt, sondern vielmehr in dem für Disney typischen, harmlosen Stil unterhalten und durch eine Vielzahl von ausgeklügelten Illusionen verblüfft werden sollen. Die Einleitung der Attraktion wird wie in einem Laufgeschäft zu Fuß durchquert, die Hauptattraktion selbst wird in einem von Disney konzipierten Endlostransportsystem namens Omnimover durchfahren. Die attraktionsspezifische Bezeichnung für die Gondeln lautet Doom Buggies (engl.: „Schicksalswagen“).

## Geschichte und Konzept

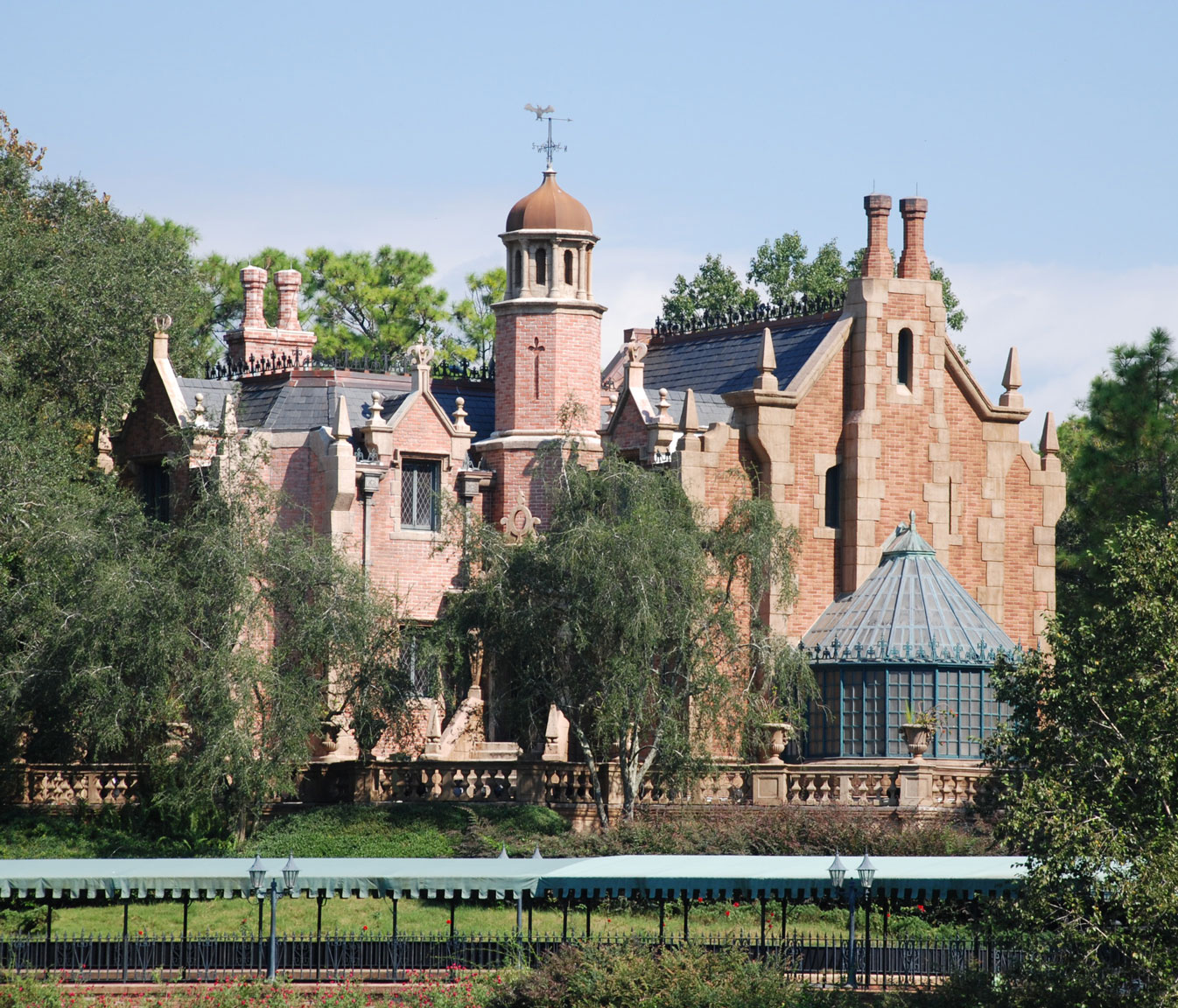
The Haunted Mansion im Magic Kingdom, Florida, das Gebäude im Tokyo Disney Resort, Japan gleicht diesem

Mitte der 1950er Jahre wurde der Künstler Harper Goff beauftragt, eine Spukhaus-Attraktion zu entwerfen, welche von Walt Disney ursprünglich als Laufgeschäft erdacht wurde, mit dem Wunsch seinerseits, die Stimmung und Atmosphäre der Gruselkomödien The Cat and the Canary (Erbschaft um Mitternacht, 1939) und The Ghost Breakers (etwa Die Geister-Dresseure, 1940) wiederzugeben. Zuerst war geplant, ein Haus im ländlichen amerikanischen Stil zu bauen, das die Attraktion beherbergen sollte. Die Gäste sollten über einen verschlungenen Pfad von der Shopping- und Restaurant-Zone Main Street, U.S.A. weggeführt werden. Schließlich entschloss man sich, ein Antebellum-Haus im Stil der Viktorianischen Architektur in den Themenbereich New Orleans Square zu bauen und geisterhaft zu thematisieren.
Schon im Jahr 1961 begann man, am Haupteingang des Parks Handzettel zu verteilen, welche die Eröffnung der Attraktion für das Jahr 1963 ankündigten. Ein Jahr später begannen die Bauarbeiten des Hauses und dessen thematischer Umgebung. Diese wurden tatsächlich im Jahr 1963 abgeschlossen, die Attraktion selbst sollte jedoch nicht vor 1969 öffnen. Die Verzögerung lag einerseits an Disneys Beteiligung an der New Yorker Weltausstellung von 1964 und andererseits an Walt Disneys Planänderung der Attraktion ein Themenrestaurant hinzuzufügen. Dieses sollte wie ein Kuriositätenkabinett gestaltet sein und den Namen The Museum of the Weird („Das Museum des Seltsamen“) bekommen. Wie schon zuvor bei Pirates of the Caribbean und dem angeschlossenen Restaurant Blue Bayou wollte er auch hier Attraktion und Gastronomie miteinander verbinden.
Ein weiterer Imagineer und Disney-Legende, Rolly Crump, wurde zur Mitarbeit an dem Projekt The Haunted Mansion hinzugezogen, nachdem er Kulissen für The Enchanted Tiki Room fertiggestellt hatte. Einige Mitarbeiter bemängelten, dass das Haus und die umliegenden Grünanlagen viel zu neu und zu gepflegt aussahen, obwohl es sich um ein verlassenes Geisterhaus handeln sollte. Sie schlugen vor, das Haus dementsprechend verfallener wirken zu lassen, doch Disney setzte sich darüber hinweg und erwiderte: „Die Geister übernehmen zwar das Innere, aber wir kümmern uns um die Außenseite.“
Nach Walt Disneys Tod im Jahr 1966 schritt die Entwicklung der Attraktion bedeutend voran. Die Idee des Restaurants wurde verworfen und das Konzept eines Laufgeschäfts wurde durch die effektiveren Doom Buggies ersetzt, was eine vielversprechende Lösung zur Bewältigung der Besucherkapazitäten darstellte. Am 9. August 1969 wurde die erste Version der Attraktion im Disneyland Resort in Kalifornien schließlich fertiggestellt und blieb jahrelang unverändert.

## In anderen Parks

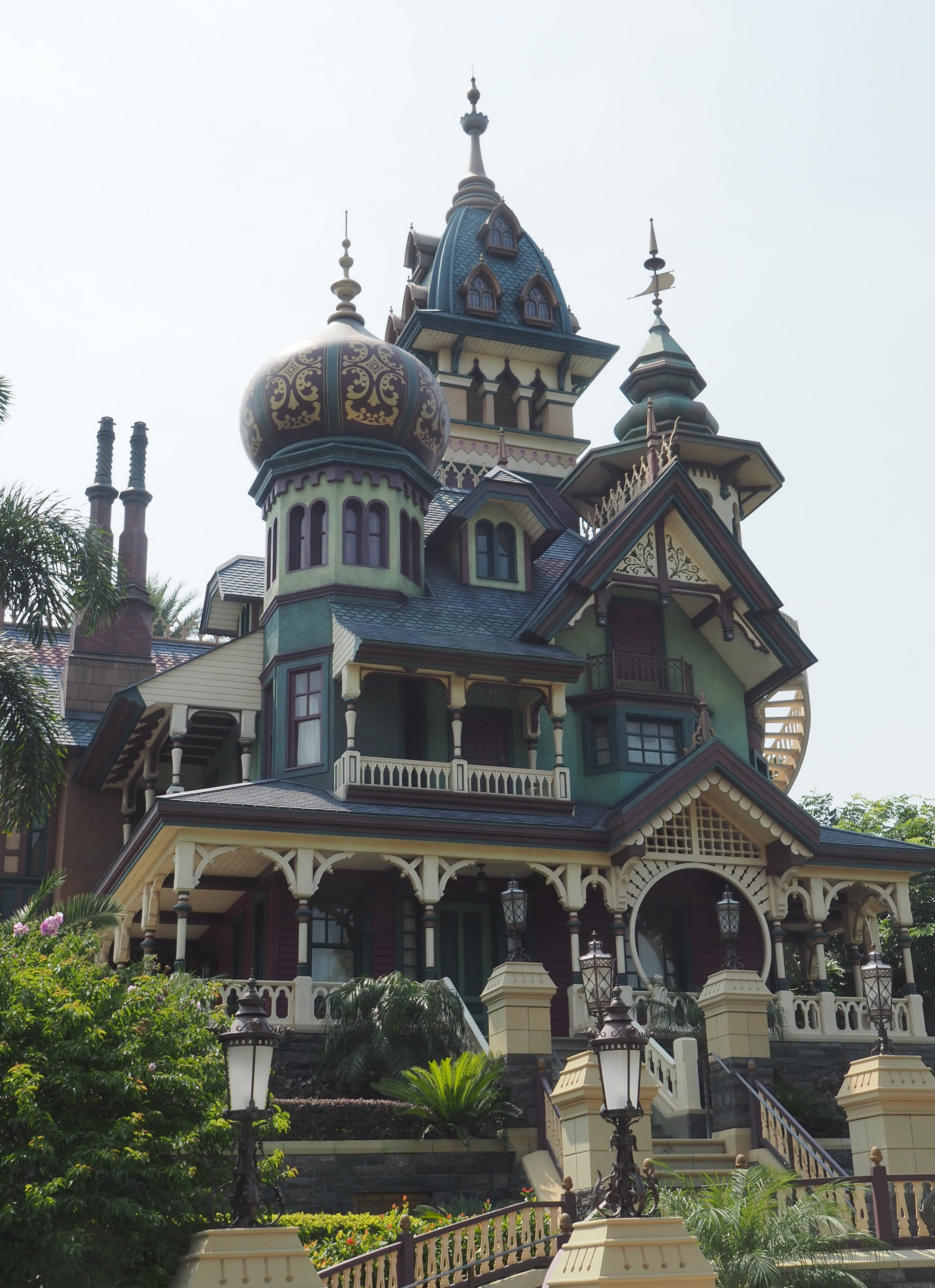
Mystic Manor im Hong Kong Disneyland

Mittlerweile hat jeder Disney-Park seine eigene Version von The Haunted Mansion, die sich zwar im Fahrtablauf ähneln, jedoch alle Unterschiede im Vergleich zum kalifornischen „Prototyp“ vorweisen.
Die Walt-Disney-World-Version (1971) ist im Themenbereich Liberty Square des Magic Kingdom gelegen. 2007 wurde hier ein neues Audiosystem eingebaut, das es dem Ghost Host ermöglicht, um die Köpfe der Besucher „herumzuschweben“. Dem Stretching Room wurden außerdem neue Farben und Soundeffekte hinzugefügt. So flüstern und kichern beispielsweise die Gargoyles beim Verlassen des Raumes. Eine von Escher inspirierte Treppe wurde dem Zugangsbereich hinzugefügt. Neben weiteren technischen Änderungen wurde auch hier die neue „schwarze Witwe“ Constance eingeführt.
Die Tokyo-Disney-Resort-Version (1983) befindet sich im Bereich Fantasyland. Die Fassaden dieser beiden Versionen sind im Baustil der Neugotik gestaltet. Im Disneyland Paris wurde die Attraktion 1992 im Themenbereich Frontierland eröffnet und trägt den Namen Phantom Manor. Hier wurde das Haus im Stil des Second Empire der Viktorianischen Architektur gestaltet, einem Baustil, wie man ihn zum Beispiel aus den Filmen Psycho oder The Addams Family kennt. Im Gegensatz zu der amerikanischen Version besitzt der französische Pendant eine Storyline über Melanie und ihrem Vater Henry Ravenswood. Eine Version für das Hong Kong Disneyland wurde 2013 unter dem Namen Mystic Manor eröffnet.

## Beschreibung der Attraktion

### Beginn
Nachdem der Wartebereich überwunden wurde, wird man von Parkangestellten in der Verkleidung eines Dienstmädchens oder eines Butlers gruppenweise durch das Foyer in einen achteckigen Raum, den Stretching Room, geführt. Hier begrüßt der Erzähler Paul Frees in der Rolle des Ghost Host (Geist-Gastgeber) die Besucher und lenkt ihren Blick auf vier zunächst harmlos scheinende Porträts (gemalt von Marc Davis), die sich beim Hochziehen, also dem „Stretchen“ der äußeren Wand, als Katastrophenbilder herausstellen. Zum Beispiel zeigen sie einen Mann, auf einem mit Dynamit gefüllten Fass mit brennender Zündschnur stehend, oder ein auf einem Drahtseil balancierendes, junges Mädchen über einem hungrigen Krokodil mit geöffnetem Maul. Nach einer kleinen, effektvollen Gruseleinlage mit Blitzen und Donner verlassen die Besucher den Stretching Room wieder. Dieser ist in Wirklichkeit ein Aufzug, der die Gäste in die Untergrundebene befördert. Nach der Wintersaison 2007/2008 wurde der Raum mit einem neuen Stoff ausgestattet.
Hier passieren die Besucher die Portrait Gallery, in der Porträts hängen, die bei jedem Blitz eines (künstlichen) Gewitters durch gegenüberliegende Fenster ihr wahres Motiv offenbaren. So wird zum Beispiel aus dem Gesicht einer hübschen Dame beim Aufleuchten eines Blitzes eine grässliche Geisterfratze. Weiterhin fällt der Blick der Besucher in der Bibliothek auf grimmig schauende Büsten „von den großartigsten Geisterschreibern, die die literarische Welt je gekannt hat …“ (im Original: „… of the greatest ghost writers the literary world has ever known …“; ein Wortspiel mit dem Begriff Ghostwriter), welche die Gäste beim Vorbeigehen mit ihren Blicken zu verfolgen scheinen. Diese optische Täuschung (Tiefenumkehr) kommt dadurch zustande, dass die Gesichter der Büsten in Wahrheit nach innen gewölbt sind, man sieht sie also konkav, aber durch besonderen Lichteinfall erscheinen sie konvex. (Hier wird dem Gehirn ein Streich gespielt, es kann diese Information nicht verarbeiten und nimmt die Gesichter – wie gewohnt – nach außen gewölbt wahr.)
Nun gelangen die Besucher zur Ladezone, von der sie in die Doom Buggies einsteigen. Die Walt-Disney-World-Version enthält insgesamt 160 Gondeln, die Version im kalifornischen Disneyland hingegen nur 131, da deren Strecke etwas kürzer ist. Die Gondeln haben Verdeck-ähnliche Rückenlehnen mit eingebauten Stereolautsprechern, aus denen die weitere Beschallung der Attraktion fortgesetzt wird. Außerdem werden die Gondeln während des Fahrtverlaufes über Kontakte an den Schienen gedreht, so dass der Blick der Fahrgäste automatisch auf die jeweils abgespielte Szene gelenkt wird. Seit 2008 ist dieser Bereich in Disneyland wie ein endloser Teppich gestaltet.
Im Abschnitt Hallways of the Mansion fahren die Doom Buggies am Endless Hallway („Der endlose Korridor“) vorbei, inmitten dessen ein Kandelaber in der Luft schwebt. Begleitet von Soundeffekten wie Geistergeheul und lauten Schreien, sehen die Fahrgäste noch weitere Spukerscheinungen, beispielsweise Bücher, die sich im Regal bewegen, ein Klavier, das von selbst spielt, Türen, an die geklopft wird und die sich wölben, und einen Wintergarten mit einem Skelett im Sarg, das um Freilassung fleht.

### Madame Leota und der Ballsaal
Weiter geht es in den Séance Circle, einen runden Raum, in dem Musikinstrumente in der Luft schweben und in dessen Mitte ein großer, runder Tisch steht. Darauf befindet sich eine Kristallkugel, in welcher der Kopf des Mediums Madame Leota erscheint, die wiederum mit magischen Formeln andere Geister und Dämonen beschwört, während die Instrumente Töne von sich geben. Seit dem Umbau 2007 schwebt die Kugel mit Madame Leotas Kopf in Walt Disney World, außerdem wird dort eine verbesserte Projektionstechnik eingesetzt.
Im darauffolgenden Ballroom („Ballsaal“), den die Gondeln über eine Spirale in Form einer Wendeltreppe erreichen, beginnen sich die von Madame Leota soeben gerufenen Geister zu „materialisieren“, sie feiern und tanzen zu disharmonischer Musik. Hier kommt der sogenannte Pepper’s-ghost-Effekt zum Einsatz, eine Illusionstechnik, bei der in einem für die Zuschauer nicht einsehbaren Bereich Animatronics in Gestalt von Gespenstern interagieren, welche durch verschiedene Beleuchtungstechniken über Schrägspiegel auf eine durchsichtige Glasscheibe projiziert werden, so dass der Eindruck entsteht, die „Geister“ wären durchsichtig und würden sich durch Möbel und Gegenstände bewegen. Die Orgel in der Disneyland-Version des Haunted Mansion stammt aus dem Film 20.000 Meilen unter dem Meer. Im Ballsaal verbirgt sich außerdem ein sogenannter „Hidden Mickey“, ein versteckter Auftritt von Micky Maus: Ein Teller und zwei Untertassen an der linken Seite des Tisches formen die Silhouette der bekannten Disney-Figur.

### Der Dachboden
Nach der Ballsaal-Sequenz führt die Fahrt auf den Dachboden (The Attic), wo sich zwischen altem Hausrat Brautgeschenke, Andenken und Verlobungsporträts der Braut mit verschiedenen Heiratsanwärtern befinden. Hier wartete Constance the Bride seit Jahren vergeblich auf ihren Bräutigam. Inmitten des Gerümpels tauchten hier und da die Köpfe der vermeintlichen zukünftigen Ehemänner auf, die nun auch Gespenster waren, und verschwanden genauso schnell wieder, jedoch nicht ohne der Braut das Hochzeitsversprechen „I do!“ („Ja, ich will!“) zuzurufen. Musikalisch begleitet wurde die Szene vom Hochzeitsmarsch in Moll, gespielt auf einem verstimmten Klavier. Die Braut selbst stand am Ende des Dachbodens in einem verstaubten Brautkleid, darunter pulsierte ihr rot glühendes Herz, in der Hand hält sie einen verwelkten Brautstrauß. In einer Neufassung der Sequenz ertönte zu jedem „I do!“ ein Axthieb, während die Braut ein Beil in der Hand hält.
2006 wurde dieser Bereich umgestaltet. Die Dachboden-Sequenz behandelt nun die Geschichte der „dunklen Witwe“ Constance Hatchaway (engl. hatch: Falltür, Luke), gespielt von Julia Lee (Stimme: Kathryn Cressida), und ihrer blutigen Vergangenheit. Sie hat ihre früheren Ehemänner getötet und enthauptet, um an deren Vermögen zu kommen. Die „I-do!“-Gespenster wurden entfernt und durch neue Effekte ersetzt. Zu Beginn der Dachboden-Sequenz sind nun im Schein einer gelb leuchtenden Glaslampe verschiedene Schätze, Porzellan und Gemälde der erwähnten Bräutigame zu sehen. Von den Gemälden geht ein Axt-Geräusch aus, danach verschwindet der Kopf des jeweiligen Bräutigams.
Das verstimmte Klavier ist nach wie vor vorhanden, jedoch spielt die Musik lauter als zuvor, begleitet von der sinistren Stimme Constances („I do, I do...I did“, „You may now kiss the bride“, „And we lived happily ever after“, „As long as we both shall live“, „For better or for worse“, „Here comes the bride“, „’Till death do us part“, „Through sickness and in … wealth“). Zur Darstellung ihres Geistes wird nun ein Projektionseffekt ähnlich dem im Seance-Raum von Madame Leota verwendet. Von Zeit zu Zeit hebt sie ihre Hand, und ihr Beil kommt zum Vorschein.

### Friedhof und Abschluss
Durch das Fenster und über den Balkon des Dachbodens geht es nun auf den Friedhof. Hier kündigt sich erneut das immer wiederkehrende Hauptthema der Attraktion an, das Lied Grim Grinning Ghosts („Grimmig grinsende Geister“). Komponiert wurde es von Buddy Baker, den Text schrieb Francis Xavier Atencio. Zunächst nur instrumental begleitet, führt die Fahrt vorbei an aufsteigenden Geistern und den Animatronics des verstörten Friedhofswärters und seines mageren Hundes (die einzigen „Lebenden“ in der gesamten Attraktion). Nachdem die Gondeln das Friedhofstor passiert haben, fällt der Blick der Fahrgäste auf weitere Animatronics in Gruselgestalt, unter anderem ein Königspaar, eine Mumie, eine Operndiva und ein kopfloser Reiter, die nacheinander das Lied singen, und fünf Marmorbüsten, auf welche die Gesichter von Sängern (Thurl Ravenscroft, Verne Rowe, Bob Ebright, Jay Meyer und Chuck Schroeder) projiziert werden, die in der Manier eines Barbershop-Quintetts in den Gesang mit einstimmen.
Kurz bevor das Ende der Fahrt erreicht ist, erscheinen noch drei weitere Geister, die Hitchhiking Ghosts („Trampende Geister“) Phineas, Ezra und Gus, die am Rand der Strecke stehen und auf eine Mitfahrgelegenheit warten. Nachdem die Besucher vom Ghost Host zurückbegrüßt werden, verlassen sie die Doom Buggies und begeben sich zum Ausgang, wo noch einmal die Stimme von Madame Leota erscheint, die auf ein baldiges Wiedersehen hofft und die Gäste daran erinnert, beim nächsten Mal ihre Sterbeurkunden mitzubringen.

## Sonstiges
- Auf einem kleinen Friedhof im Wartebereich stehen 13 Grabsteine mit humorvollen Reimen als Grabinschrift, gewidmet den Imagineers und Künstlern, die maßgeblich an der Entwicklung von The Haunted Mansion beteiligt waren.
- Aus Platzgründen findet die Fahrt (von den Besuchern unbemerkt) außerhalb des Parks in einer Halle statt, die jedoch so geschickt hinter Bäumen versteckt wurde, dass man von keiner Seite Einblick auf diese hat, sondern nur die Fassade des Fronthauses sieht.
- Seit 2001 werden zu Weihnachten die kalifornische und die japanische Attraktion unter dem Namen Haunted Mansion Holiday im Stil des Films Nightmare Before Christmas umgestaltet und die Handlungen der Attraktion und des Films werden zusammengelegt.
- Die Attraktion lieferte auch die Grundidee für die Disney-Spielfilme Die Geistervilla (The Haunted Mansion, 2003) mit Eddie Murphy, Muppets Haunted Mansion (2021) mit den Muppets und Geistervilla (Haunted Mansion, 2023) mit Lakeith Stanfield in den Hauptrollen.
- Im Abspann von Disneys fantastisches Halloween-Fest (Disney's Halloween Treat) von 1982 werden Ausschnitte aus der kalifornischen Attraktion gezeigt.
- Bei einer  eBay-Auktion ersteigerte 2004 der Arzt Cary Sharp für 37.400 US-Dollar das Recht auf den 1000. Ruheplatz im Haunted Mansion. Bislang ruhten dort 999 Geister, dem Ghost Host zufolge ist aber immer noch ein Platz frei. Seit der gewonnenen Auktion ist am Ende der Attraktion ein Grabstein mit dem Spitznamen des Arztes („Jay“) zu sehen, der dort für mindestens zehn Jahre stehen soll.

## Soundtrack
- Buddy Baker, Xavier Atencio et al.: The Haunted Mansion. Walt Disney Records Original Attraction Soundtrack. Walt Disney Records, Burbank 2006, Tonträger-Nr. 61468-7